# Wushu tại Đại hội Thể thao Đông Nam Á 2001
Wushu tại Đại hội Thể thao Đông Nam Á năm 2001 được tổ chức từ ngày 9 đến 11 tháng 9 năm 2001 tại Penang International Sports Arena, bang Penang, Malaysia. Chương trình thi đấu bao gồm hai nội dung chính là taolu (biểu diễn quyền thuật) và sanda (đối kháng), với tổng cộng 22 bộ huy chương vàng được trao cho cả nam và nữ. Nước chủ nhà Malaysia dẫn đầu bảng tổng sắp huy chương với 6 huy chương vàng.

## Bảng huy chương
| Hạng               | Đoàn               | Vàng | Bạc | Đồng | Tổng số |
| ------------------ | ------------------ | ---- | --- | ---- | ------- |
| 1                  | Malaysia (MAS)     | 6    | 2   | 5    | 13      |
| 2                  | Việt Nam (VIE)     | 5    | 6   | 4    | 15      |
| 3                  | Philippines (PHI)  | 4    | 2   | 4    | 10      |
| 4                  | Myanmar (MYA)      | 3    | 2   | 4    | 9       |
| 5                  | Indonesia (INA)    | 2    | 5   | 3    | 10      |
| 6                  | Singapore (SIN)    | 1    | 2   | 1    | 4       |
| 7                  | Thái Lan (THA)     | 1    | 0   | 1    | 2       |
| 8                  | Lào (LAO)          | 0    | 0   | 1    | 1       |
| Tổng số (8 đơn vị) | Tổng số (8 đơn vị) | 22   | 19  | 23   | 64      |

## Tóm tắt kết quả

### Biểu diễn nam
| Nội dung                       | Vàng                                              | Bạc                                           | Đồng                     |
| ------------------------------ | ------------------------------------------------- | --------------------------------------------- | ------------------------ |
| Trường quyền                   | Oh Poh Soon · Malaysia                            | Lim Kim · Malaysia · Leo Wen Yeow · Singapore | không trao huy chương    |
| Đao thuật                      | Lim Kim · Malaysia                                | Seno Prakoso · Indonesia                      | Arvin Ting · Philippines |
| Kiếm thuật                     | Oh Poh Soon · Malaysia · U Pyi Wai Hhyo · Myanmar | không trao huy chương                         | Willy Wang · Philippines |
| Thương thuật                   | Oh Poh Soon · Malaysia · Willy Wang · Philippines | không trao huy chương                         | Lim Yew Fai · Malaysia   |
| Côn thuật                      | Mark Robert Rosales · Philippines                 | Lim Kim · Malaysia                            | U Pyi Wai Phye · Myanmar |
| Nam quyền                      | Ho Ro Bin · Malaysia                              | U Zan Zaw Moe · Myanmar                       | Lê Quang Huy · Việt Nam  |
| Nam đao / Nam côn              | Ho Ro Bin · Malaysia                              | Trần Trọng Tuấn · Việt Nam                    | Sandry Leong · Indonesia |
| Thái cực quyền / Thái cực kiếm | Goh Qiu Bin · Singapore                           | Nguyễn Anh Minh · Việt Nam                    | Bobby Co · Philippines   |

### Đối kháng nam
| Hạng cân        | Vàng                           | Bạc                           | Đồng                         |
| --------------- | ------------------------------ | ----------------------------- | ---------------------------- |
| Sanshou (52 kg) | Calica Jearome · Philippines   | Arif Harsoyo · Indonesia      | Lim Chee Leong · Malaysia    |
| Sanshou (52 kg) | Calica Jearome · Philippines   | Arif Harsoyo · Indonesia      | Trần Xuân Anh · Việt Nam     |
| Sanshou (56 kg) | Diệp Bảo Minh · Việt Nam       | Rexel Nganhayna · Philippines | Christian John · Indonesia   |
| Sanshou (56 kg) | Diệp Bảo Minh · Việt Nam       | Rexel Nganhayna · Philippines | Rachan Chalieosil · Thái Lan |
| Sanshou (60 kg) | Sangio Marques · Philippines   | Teguh Prastowo · Indonesia    | Bernard Radin · Malaysia     |
| Sanshou (60 kg) | Sangio Marques · Philippines   | Teguh Prastowo · Indonesia    | Vanxay Oudomphon · Lào       |
| Sanshou (65 kg) | Ang Kan Chompupuong · Thái Lan | Phùng Anh Tuấn · Việt Nam     | Tan Lih Chuan · Malaysia     |
| Sanshou (65 kg) | Ang Kan Chompupuong · Thái Lan | Phùng Anh Tuấn · Việt Nam     | U Htun Htun Oo · Myanmar     |

### Biểu diễn nữ
| Nội dung                       | Vàng                         | Bạc                          | Đồng                         |
| ------------------------------ | ---------------------------- | ---------------------------- | ---------------------------- |
| Trường quyền                   | Nguyễn Thúy Hiền · Việt Nam  | Nurdiana · Indonesia         | Đàm Thanh Xuân · Việt Nam    |
| Đao thuật                      | Nguyễn Thúy Hiền · Việt Nam  | Nurdiana · Indonesia         | Susyana Tjhan · Indonesia    |
| Kiếm thuật                     | Sher Lie · Indonesia         | Nguyễn Thị Mỹ Đức · Việt Nam | Ma Wai Yi Maung · Myanmar    |
| Thương thuật                   | Nguyễn Thúy Hiền · Việt Nam  | Nguyễn Thị Mỹ Đức · Việt Nam | Leo Rui Yan · Singapore      |
| Côn thuật                      | Susyana Tjhan · Indonesia    | Đàm Thanh Xuân · Việt Nam    | Daw Khing Zin Win · Myanmar  |
| Nam quyền                      | Ma Swe Swe Thant · Myanmar   | Lily So · Philippines        | Nguyễn Phương Lan · Việt Nam |
| Nam đao / Nam côn              | Nguyễn Phương Lan · Việt Nam | Ma Swe Swe Thant · Myanmar   | Lily So · Philippines        |
| Thái cực quyền / Thái cực kiếm | Khaing Khaing Maw · Myanmar  | Liew Yin Yin · Singapore     | Wong Pei Ling · Malaysia     |